# 新井恒易
新井 恒易（あらい つねやす、1912年12月18日 - 1999年9月15日）は、日本の民俗学者、教育評論家。特に民俗芸能の研究。

## 来歴
埼玉県比企郡野本村（現東松山市）生まれ。速記者として1935年に日本民俗協会設立総会の速記をしたことがきっかけとなり、日本文化中央連盟に勤務。折口信夫が公開講座で行った「日本芸能史六講」の速記を行った。
戦後は、郷土教育協会理事、社団法人教育文化振興会代表理事を務め、『日本教育年鑑』の編集・執筆を行った。その間、学校図書館法の制定に尽力した。その傍ら、まつり同好会に所属して、田遊びを中心とする民俗芸能の研究を行い、1982年に『農と田遊びの研究』で角川源義賞受賞。

## 著書
- 『社会科教育に資する新教育と郷土の科学』西荻書店 1948
- 『危機の学生運動 歴史とその展望』明治書院 1952
- 『日教組運動史』日本出版協同 1953
- 『日本の祭と芸能』吉川弘文館 1956
- 『愛国心と教育』1958 三一書房・三一新書)
- 『能の研究 古猿楽の翁と能の伝承』新読書社 1966
- 『中世芸能の研究 呪師・田楽・猿楽』新読書社 1970
- 『続 中世芸能の研究 田楽を中心として』新読書社 1974
- 『農と田遊びの研究』明治書院 1981.5
- 『日本の祭りと芸能』ぎょうせい 1990.2
- 『恍惚と笑いの芸術<猿楽> 』新読書社 1993.9

### 共編著
- 『教科書 ふたたび誤ちをくりかえすか』真下孝雄、皆川正治共著 明治図書出版 1955
- 『書くべえ読むべえ話すべえ』 1957 (三一新書)
- 『現代世界教育史』原田種雄共編著 ぎょうせい 1981.9